# هاینریش فیختنائو
هاینریش فیختنائو (انگلیسی: Heinrich Fichtenau; ۱۰ دسامبر ۱۹۱۲ – ۱۵ ژوئن ۲۰۰۰) پژوهشگر مطالعات قرون وسطا، تاریخ‌نگار، و استاد دانشگاه اهل اتریش و از دانش‌آموختگان دانشگاه وین بود.